# キュービックニンジャ
『キュービックニンジャ』（Cubic Ninja）は、2011年4月7日にAQインタラクティブより発売されたニンテンドー3DS用アクションゲーム。アメリカでは同年6月14日、ヨーロッパでは同年6月24日に発売。
AQインタラクティブとしてリリースされた最後のコンシューマ向けパッケージソフトである。

## 概要
箱型の忍者をモーションセンサーにより3DSを傾けて操作して、様々な罠や仕掛けのあるカラクリ要塞を攻略、仲間や姫を救出する。プレイヤー開始時の忍者はCCのみだが、ゲームが進むと他の忍者も選べるようになる。
モーションセンサーによる操作では3D立体視に対応していないが、スライドパッド操作による「マナーモード」は3D立体視に対応している。
公式キャンペーンとしてバカドリルとのコラボレーションを行なった。

## エディットモード
自作ステージを作成可能で、本編の進行度により使用出来るパーツが増えていく。
作成したステージデータはQRコードとして出力・配布が可能。

## タイムアタックモード
本編でクリアしたステージでタイムアタックが行なえる。記録はゴーストとしてすれちがい通信やQRコードで交換・配布が可能。